# When I Was Young
When I Was Young ist ein Lied von Eric Burdon and The Animals, das Anfang 1967 veröffentlicht wurde; es wurde von allen fünf  Bandmitgliedern geschrieben.
In Australien erreichte es Platz 2 der Charts und hielt sich dort 4 Wochen. Später erreichte es Platz 10 in den kanadischen RPM-Charts, Platz 15 in den Vereinigten Staaten und Platz 9 in den Niederlanden.

## Text und Musik

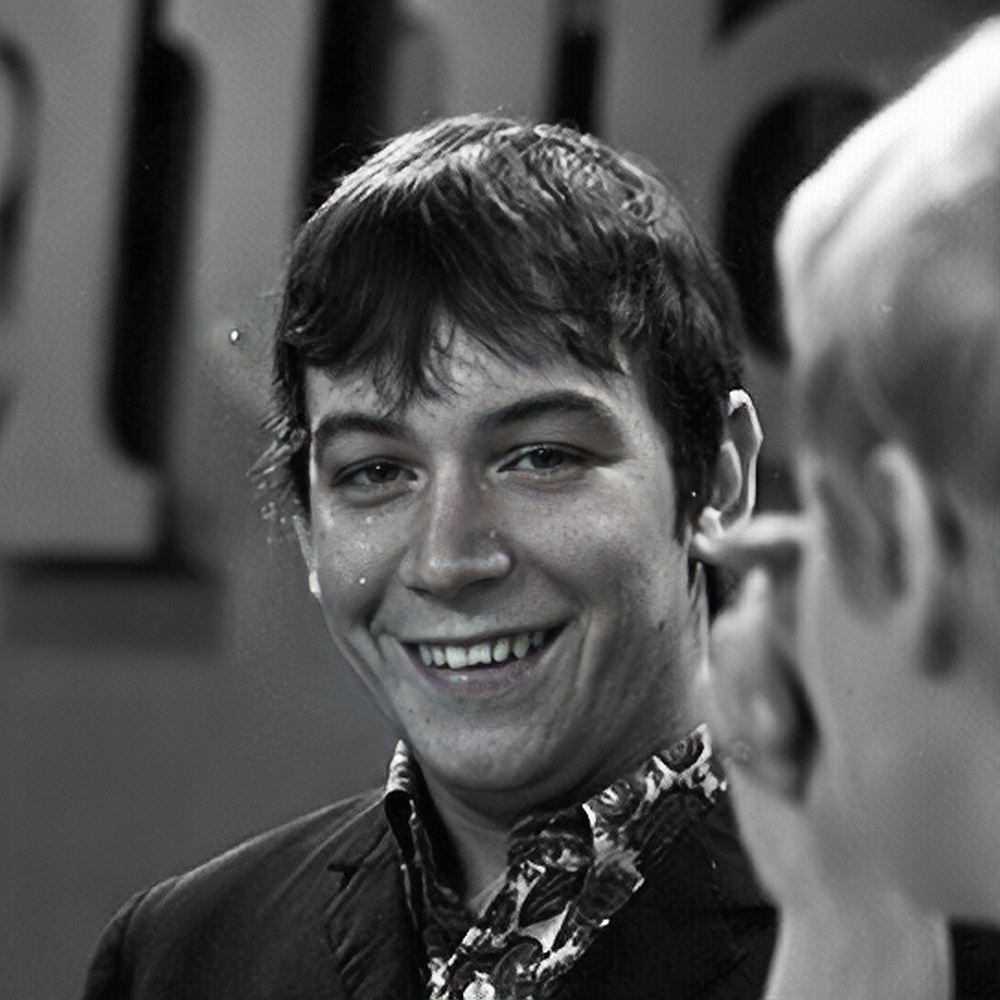
Eric Burdon (1967)

Das leicht autobiografische Lied erzählt von Burdons Vater, der in schwierigen Zeiten Soldat war, sowie von Abenteuern des jungen Eric – von seiner ersten Zigarette mit zehn bis zur Begegnung mit seiner ersten Liebe mit 13. Die letzte Strophe zeigt eine Enttäuschung über die Gesellschaft:
„Mein Glaube war damals so viel stärker, Ich glaubte an meine Mitmenschen, Und ich war damals so viel älter. Als ich jung war“.
Das Lied hat ein indisch angehauchtes Riff, das von einer E-Gitarre und einer Geige gespielt wird, und eine Einleitung einer stark verzerrten Gitarre.

## Rezeption
Billboard beschrieb die Single als „bissiges Blockbuster-Material“ und ein „fesselndes Tanzarrangement“. Cash Box nannte die Single eine „starke, mutige, nachdenkliche Blues-Bemühung mit einer besonders interessanten instrumentalen Untermalung“.

## Besetzung
- Eric Burdon: Gesang
- Barry Jenkins: Schlagzeug
- John Weider: E-Gitarre, Violine
- Vic Briggs: E-Gitarre
- Danny McCulloch: E-Bass